# Koluvere
Koluvere – wieś w Estonii, w prowincji Lääne, w gminie Kullamaa. W 2006 roku wieś zamieszkiwały 404 osoby.